# Microtragus quadrimaculatus
Microtragus quadrimaculatus är en skalbaggsart som beskrevs av Blackburn 1892. Microtragus quadrimaculatus ingår i släktet Microtragus och familjen långhorningar. Inga underarter finns listade i Catalogue of Life.